# Синя жлъчка
Синя жлъчка, синя млечка или цикория (Cichorium intybus) е многогодишно растение от семейство Сложноцветни.
Растението е познато в 2 форми – салатна, която се отглежда заради листата си, и кореновидна, култивира се главно заради кореноплодите. В много страни се отглежда като културно двугодишно растение (кореноплодна цикория), най-вече заради корените, които са по-месести и много едри. Разпространено в ниските части на цяла България - край пътища, сухи ливади, а също и като плевел в житните култури.
Цикорията е студоустойчива и изисква прохладен, влажен климат.

## Описание
Синята жлъчка е двугодишно или многогодишно тревисто растение, достигащо на височина 20 – 100 cm. Коренът й е вретеновиден до надебелен подобно на ряпа и достига до 1,5 м.
Стъблото на растението е разклонено. Приосновните му листа са събрани в розетка на къси дръжки. Формата им е обратнояйцевидна, перестонарязана или наделена. Стъблените листа са приседнали и стъблообхващащи.
Цветните кошнички са многобройни, събрани на групи от по 2-5 или единични. Цветовете са с небесносин цвят, а рядко могат да са бели или розови. Цъфти в периода юни – октомври.

## Състав
Растението съдържа гликозиди, които оказват лечебно действие при храносмилателни разстройства и проблеми с дихателната система. Корените му съдържат инулин (40–60%), гликозида интибин (до 0.20%), на който се дължи горчивия вкус, до 20% левулоза, белтъчни вещества, до 9% фруктоза, до 7% пентозаини, холин, смоли, дъбилни горчиви вещества, тлъсто масло, ензими и др.
Листата на синята жлъчка съдържат инулин, калий, фолиева киселина, а млечният сок – сесквитерпенови лактони лактуцин и лактукопикрин, тараксастерол, каучук и др. Семената му съдържат протокатехинов алдехид. Цветовете – кумариновия гликозид цикорин, който при хидролиза се разгражда на ескулегин (цихоригенин) и глюкоза.

## Употреба

### Билка
Корените и стръковете на растението се събират, тъй като подпомагат храносмилателната система. Надземната част на растението се бере през цъфтежа (юли–август), а корените се изваждат август-септември. Изсушени, частите от растението могат да се използват за чай (отвара). В българската народна медицина синята жлъчка се употребява при кашлица, треска, ангина, захарен диабет, цироза, бодежи в гърдите, епилепсия, трудно уриниране и уриниране на кръв, оскъдна и болезнена менструация, хемороиди, подагра, виене на свят, пясък в бъбреците и пикочния мехур, нарушено храносмилане, стомашни болки, гастрит, язва на стомаха, чернодробни и жлъчни заболявания и болести на далака.

### Храна
Листата на синята жлъчка могат да се използват за салата. Страните, в които цикорията е култивирана като зеленчукова храна, са известни различни сортове – Радичо, Витлуф, Експрес, Бланка и Екстрема.
Опечен и смлян, коренът на това растение се използва като заместител на кафето. Това е основната съставка на т.нар кафе „Инка“, чийто аромат (дължащ се на разпаднатия до оксиметилфурфурол инулин) се доближава до аромата на истинското кафе.
|       |
| Листа |

|                  |
| Съцветие отблизо |

|              |
| Бели цветове |